# Leon Coenen
Pour les articles homonymes, voir Coenen.
Leon Coenen (Weerde, 15 mars 1876 - Paris 1er, 14 novembre 1940) est un homme politique belge, membre du Parti catholique.

## Biographie
Il était docteur en droit.
Il fut élu conseiller communal de Weerde (1901) et en devint bourgmestre (1902) ; conseiller provincial de la province de Brabant (1903-32) ; sénateur de l'arrondissement de Bruxelles (1932-40).

## Sources
- Bio sur ODIS